# Stazione di Sannō (Aichi)
La stazione di Sannō (山王駅 Sannō-eki?) è una stazione della città di Nagoya, nella prefettura di Aichi. La stazione è servita dalla linea principale delle ferrovie private Meitetsu.

## Linee
Ferrovie Meitetsu
● Linea Meitetsu Nagoya principale

## Struttura
La stazione è costituita da un marciapiede a isola in grado di accomodare treni a otto carrozze, con due binari passanti su viadotto. Si tratta della stazione successiva a quella di Nagoya delle ferrovie Meitetsu.
| 1 | ● Linea Meitetsu Nagoya principale | per Meitetsu Nagoya, Meitetsu-Gifu e Inuyama |
| 2 | ● Linea Meitetsu Nagoya principale | per Kanayama, Chiryū e Toyohashi             |

## Stazioni adiacenti
| ≪                                 | Servizio              | ≫                     |
| Linea Meitetsu Nagoya             | Linea Meitetsu Nagoya | Linea Meitetsu Nagoya |
| --------------------------------- | --------------------- | --------------------- |
| Meitetsu Nagoya                   | Locale                | Kanayama              |
| Tutti gli altri treni non fermano |                       |                       |